# Cuperly
Cuperly est une commune française située dans le département de la Marne en région Grand Est.

## Géographie
| Jonchery-sur-Suippe | Suippes                 |           |
| Vadenay             | Cuperly                 | La Cheppe |
| Dampierre-au-Temple | Saint-Étienne-au-Temple |           |

La commune est située sur les bords de la Noblette.

### Hydrographie

#### Réseau hydrographique
La commune est dans la région hydrographique « la Seine du confluent de l'Oise (inclus) à l'embouchure » au sein du bassin Seine-Normandie. Elle est drainée par la Noblette,.
La Noblette, d'une longueur de 22 km, prend sa source dans la commune de Saint-Remy-sur-Bussy et se jette  dans la Vesle à Vadenay, après avoir traversé cinq communes. 

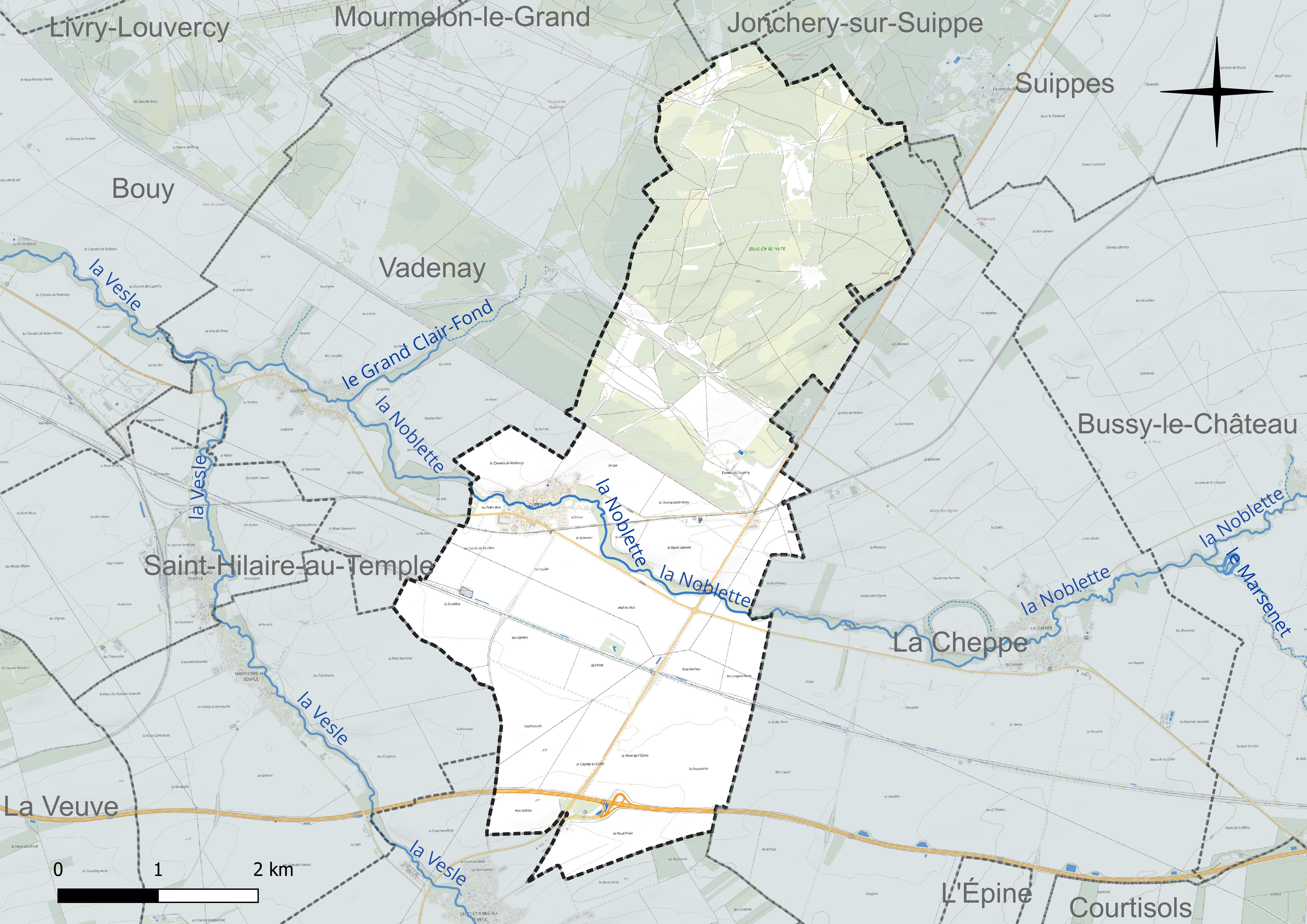
Réseau hydrographique de Cuperly.

#### Gestion et qualité des eaux
Le territoire communal est couvert par le schéma d'aménagement et de gestion des eaux (SAGE) « Aisne Vesle Suippe ». Ce document de planification, dont le territoire s’étend sur 3 096 km2 répartis sur trois départements (Aisne, Marne et Ardennes) et deux régions (Champagne-Ardenne et Picardie), a été approuvé le 16 décembre 2013. La structure porteuse de l'élaboration et de la mise en œuvre est le Syndicat d’aménagement des bassins Aisne Vesle Suippe (SIABAVES). 
La qualité des cours d’eau peut être consultée sur un site dédié géré par les agences de l’eau et l’Agence française pour la biodiversité. 

### Climat
Pour des articles plus généraux, voir Climat du Grand Est et Climat de la Marne.
En 2010, le climat de la commune est de type climat océanique dégradé des plaines du Centre et du Nord, selon une étude du Centre national de la recherche scientifique s'appuyant sur une série de données couvrant la période 1971-2000. En 2020, Météo-France publie une typologie des climats de la France métropolitaine dans laquelle la commune est exposée à un climat océanique altéré et est dans la région climatique  Nord-est du bassin Parisien, caractérisée par un ensoleillement médiocre, une pluviométrie moyenne régulièrement répartie au cours de l’année et un hiver froid (3 °C). 
Pour la période 1971-2000, la température annuelle moyenne est de 10,2 °C, avec une amplitude thermique annuelle de 15,8 °C. Le cumul annuel moyen de précipitations est de 699 mm, avec 11,9 jours de précipitations en janvier et 8,4 jours en juillet. Pour la période 1991-2020, la température moyenne annuelle observée sur la station météorologique de Météo-France la plus proche, « Mourmelon-grand », sur la commune de Mourmelon-le-Grand à 10 km à vol d'oiseau, est de 10,6 °C et le cumul annuel moyen de précipitations est de 651,4 mm. 
La température maximale relevée sur cette station est de 41,3 °C, atteinte le 25 juillet 2019 ; la température minimale est de −19,7 °C, atteinte le 7 février 2012,,. 
Les paramètres climatiques de la commune ont été estimés pour le milieu du siècle (2041-2070) selon différents scénarios d'émission de gaz à effet de serre à partir des nouvelles projections climatiques de référence DRIAS-2020. Ils sont consultables sur un site dédié publié par Météo-France en novembre 2022.

## Urbanisme

### Typologie
Au 1er janvier 2024, Cuperly est catégorisée commune rurale à habitat dispersé, selon la nouvelle grille communale de densité à sept niveaux définie par l'Insee en 2022.
Elle est située hors unité urbaine. Par ailleurs la commune fait partie de l'aire d'attraction de Châlons-en-Champagne, dont elle est une commune de la couronne,. Cette aire, qui regroupe 97 communes, est catégorisée dans les aires de 50 000 à moins de 200 000 habitants,.

### Occupation des sols
L'occupation des sols de la commune, telle qu'elle ressort de la base de données européenne d’occupation biophysique des sols Corine Land Cover (CLC), est marquée par l'importance des territoires agricoles (50,8 % en 2018), une proportion sensiblement équivalente à celle de 1990 (51,3 %). La répartition détaillée en 2018 est la suivante : 
terres arables (50,8 %), milieux à végétation arbustive et/ou herbacée (34 %), forêts (13,5 %), zones urbanisées (1,7 %), zones agricoles hétérogènes (0,1 %). L'évolution de l’occupation des sols de la commune et de ses infrastructures peut être observée sur les différentes représentations cartographiques du territoire : la carte de Cassini (XVIIIe siècle), la carte d'état-major (1820-1866) et les cartes ou photos aériennes de l'IGN pour la période actuelle (1950 à aujourd'hui).

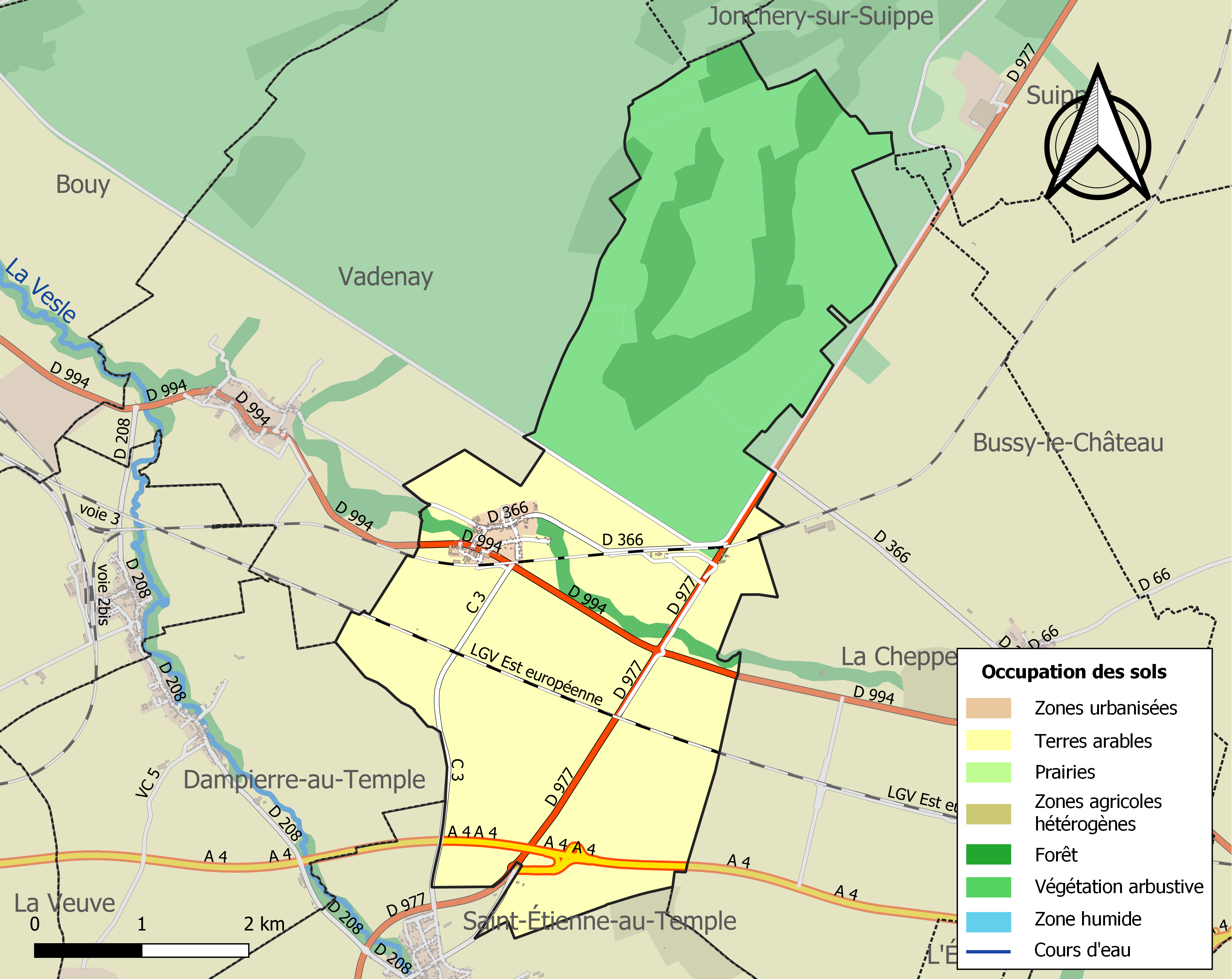
Carte des infrastructures et de l'occupation des sols de la commune en 2018 (CLC).

## Toponymie
Le nom de la localité est attesté sous les formes Copeella (1132) ; Cup[er]leium, Cuperly (1170) ; Coppelleia (1197) ; Coperlie, Copellie, Cuperli (vers 1222) ; Copellies (1223) ; Cuperlie (1225) ; Copeillie (1226) ; Cupelleiæ (1227) ; Cupelli (1240) ; Corpellies (vers 1240) ; Cuperleie (1241) ; Cuprelee (1248) ; Courpellie, Coupellie (vers 1252) ; Coupelli (1257) ; Cupellia, Copelliacum (vers 1260) ; Cuperlé (1396) ; Cupelly (1397) ; Cuperleyum (1542).

Le sens de Copeella en 1132 est obscur.

## Histoire
Le nom Cuperly proviendrait du tronçonnement et de l’accolement de deux mots latins, auxquels on a sans doute, suivant la méthode latine, ajouté la terminaison « Acum » qui, en français, s’est changée en Y. Ces deux mots latins sont : « Cubilia » et « Perlatui».
Cubilia employé par Pline dans le sens de gites, tanière ou repaires. Perlatui du verbe perlatere qui signifie être entièrement caché (Ovide). Enfin la désinence « acum » dont l’intérêt est, pour l’ instant, mais Y signifie : la, ici, en en cet endroit. 

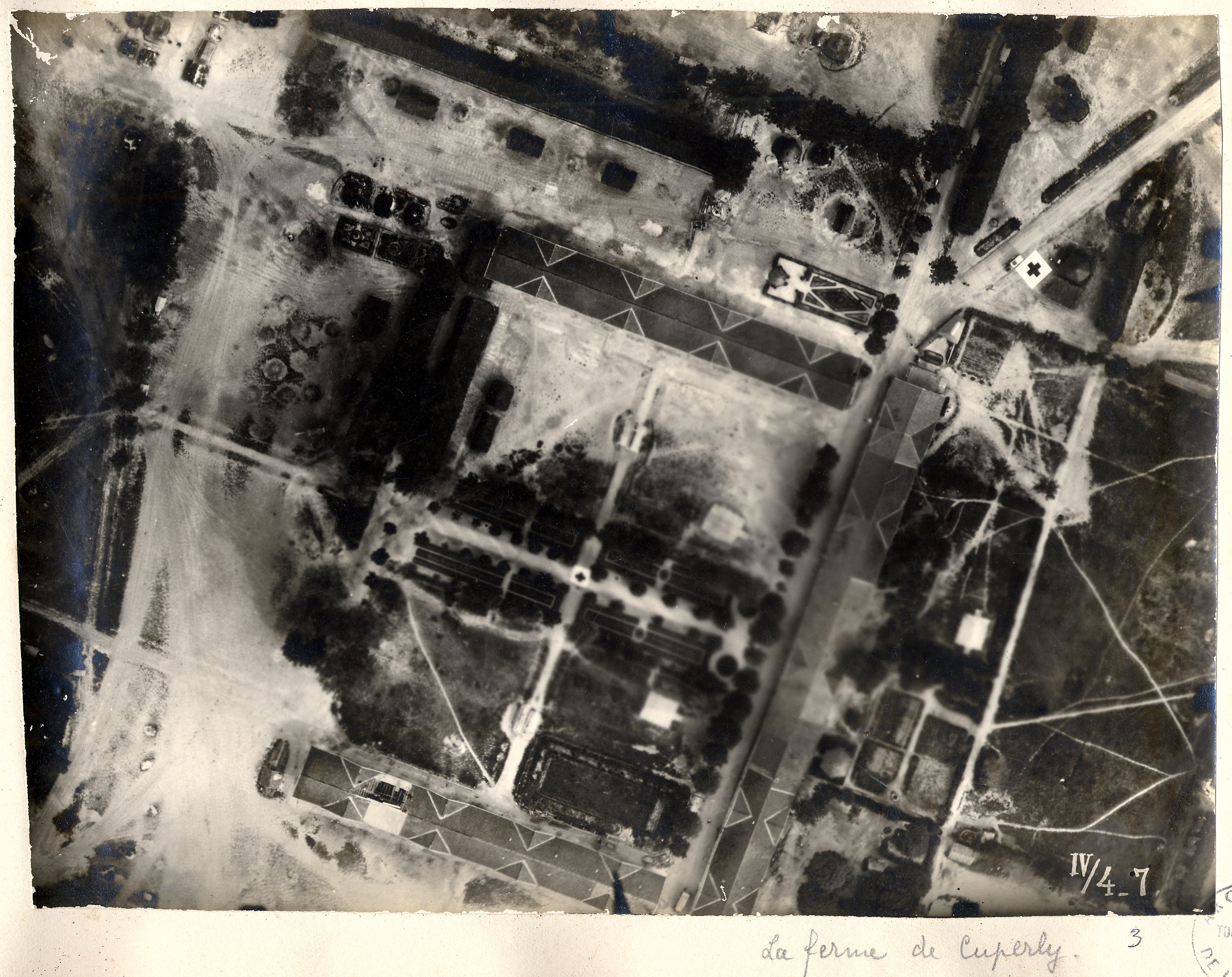
Vue aérienne d'un hôpital militaire en 1915.

Le camp de Châlons est en partie sur le territoire de la commune.

## Politique et administration

### Intercommunalité
La commune, antérieurement membre de la communauté de communes de la Région de Suippes, est membre depuis le 1er janvier 2014 de la communauté de communes de Suippe et Vesle.
En effet, conformément aux prévisions du schéma départemental de coopération intercommunale (SDCI) de la Marne du 15 décembre 2011,, les communautés de communes CC de la région de Suippes et CC des sources de la Vesle ont fusionné le 1er janvier 2014 afin de former la nouvelle communauté de communes de Suippe et Vesle.

### Liste des maires
| Période                                  | Période                       | Identité         | Étiquette | Qualité                                                                                     |
| ---------------------------------------- | ----------------------------- | ---------------- | --------- | ------------------------------------------------------------------------------------------- |
| Les données manquantes sont à compléter. |                               |                  |           |                                                                                             |
| avant 1876                               | après 1877                    | Remy             |           |                                                                                             |
| Les données manquantes sont à compléter. |                               |                  |           |                                                                                             |
| avant 1981                               |                               | Antoine Francart |           | Agriculteur                                                                                 |
| Les données manquantes sont à compléter. |                               |                  |           |                                                                                             |
| mars 2001                                | mars 2008                     | Bernard Francart |           | Agriculteur                                                                                 |
| mars 2008                                | En cours (au 2 décembre 2020) | Catherine Bouloy |           | Vice-présidente de la CC de la Région de Suippes (2014 → ) Réélue pour le mandat 2020-2026, |

## Démographie
L'évolution du nombre d'habitants est connue à travers les recensements de la population effectués dans la commune depuis 1793. Pour les communes de moins de 10 000 habitants, une enquête de recensement portant sur toute la population est réalisée tous les cinq ans, les populations de référence des années intermédiaires étant quant à elles estimées par interpolation ou extrapolation. Pour la commune, le premier recensement exhaustif entrant dans le cadre du nouveau dispositif a été réalisé en 2008.

En 2022, la commune comptait 219 habitants, en évolution de −5,6 % par rapport à 2016 (Marne : −1,19 %, France hors Mayotte : +2,11 %).
| 1793 | 1800 | 1806 | 1821 | 1831 | 1836 | 1841 | 1846 | 1851 |
| ---- | ---- | ---- | ---- | ---- | ---- | ---- | ---- | ---- |
| 320  | 315  | 312  | 285  | 307  | 320  | 329  | 360  | 346  |

| 1856 | 1861 | 1866 | 1872 | 1876 | 1881 | 1886 | 1891 | 1896 |
| ---- | ---- | ---- | ---- | ---- | ---- | ---- | ---- | ---- |
| 307  | 300  | 286  | 289  | 275  | 270  | 263  | 286  | 278  |

| 1901 | 1906 | 1911 | 1921 | 1926 | 1931 | 1936 | 1946 | 1954 |
| ---- | ---- | ---- | ---- | ---- | ---- | ---- | ---- | ---- |
| 262  | 268  | 252  | 188  | 237  | 214  | 238  | 212  | 219  |

| 1962 | 1968 | 1975 | 1982 | 1990 | 1999 | 2006 | 2008 | 2013 |
| ---- | ---- | ---- | ---- | ---- | ---- | ---- | ---- | ---- |
| 208  | 221  | 215  | 188  | 206  | 173  | 211  | 222  | 230  |

| 2018 | 2022 | - | - | - | - | - | - | - |
| ---- | ---- | - | - | - | - | - | - | - |
| 223  | 219  | - | - | - | - | - | - | - |

## Sources